# Aeroport de Menongue
L'aeroport de Menongue (codi IATA: SPP, codi OACI: FNME) és un aeroport que serveix Menongue a la província de Cuando Cubango a Angola.
La balisa no direccional de Menongue (Ident: SS) es troba al camp.

## Aerolínies i destins
| Aerolínies           | Destinacions |
| -------------------- | ------------ |
| TAAG Angola Airlines | Luanda       |